# Дембожиці
Дембожиці (пол. Dęborzyce) — село в Польщі, у гміні Пневи Шамотульського повіту Великопольського воєводства.
Населення — 173 особи (2011).

## Демографія
Демографічна структура станом на 31 березня 2011 року:
|          | Загалом | Допрацездатний вік | Працездатний вік | Постпрацездатний вік |
| -------- | ------- | ------------------ | ---------------- | -------------------- |
| Чоловіки | 88      | 21                 | 63               | 4                    |
| Жінки    | 85      | 18                 | 57               | 10                   |
| Разом    | 173     | 39                 | 120              | 14                   |